# Diospilus molorchicola
Diospilus molorchicola är en stekelart som beskrevs av Fischer 1966. Diospilus molorchicola ingår i släktet Diospilus och familjen bracksteklar. Inga underarter finns listade i Catalogue of Life.